# Moustapha Salifou
Moustapha Salifou (n. 1 iunie 1983, Lomé, Togo) este un jucător togolez de fotbal care a evoluat pe postul de mijlocaș pentru clubul Aston Villa din Premier League.